# Мелвина (Висконсин)
Мелвина (енгл. Melvina) град је у америчкој савезној држави Висконсин.

## Демографија
По попису из 2010. године број становника је 104, што је 11 (11,8%) становника више него 2000. године.
| Група             | 2000.      | 2010.       |
| Белци             | 91 (97,8%) | 100 (96,2%) |
| Афроамериканци    | 0 (0,0%)   | 2 (1,9%)    |
| Азијати           | 0 (0,0%)   | 0 (0,0%)    |
| Хиспаноамериканци | 0 (0,0%)   | 0 (0,0%)    |
| Укупно            | 93         | 104         |